# مهدی شوکتی
مهدی شوکتی فرزند غلام‌رضاخان شوکت ملقب به (شوکت‌الممالک) و عصمت‌السطنه (خواهر عبدالحسین تیمورتاش؛ اولین وزیر دربار رضاشاه) بود. وی نماینده مجلس شورای ملی از حوزه انتخابیه کاشمر در دوره هفدهم (۱۳۳۱ – ۱۳۳۲) بود.